# Sosylus dentiger
Sosylus dentiger är en skalbaggsart som beskrevs av Horn 1878. Sosylus dentiger ingår i släktet Sosylus och familjen rovbarkbaggar. Inga underarter finns listade i Catalogue of Life.